# ベルモンテ・デル・サンニオ
ベルモンテ・デル・サンニオ（イタリア語: Belmonte del Sannio）は、イタリア共和国モリーゼ州イゼルニア県にある、人口約800人の基礎自治体（コムーネ）。

## 地理

### 位置・広がり
イゼルニア県北部のコムーネである。

#### 隣接コムーネ
隣接するコムーネは以下の通り。括弧内のCHはキエーティ県所属を示す。
- アニョーネ
- カスティリオーネ・メッセール・マリーノ (CH)
- スキアーヴィ・ディ・アブルッツォ (CH)